# Марянув (гміна Блашкі)
Марянув (пол. Marianów) — село в Польщі, у гміні Блашки Серадзького повіту Лодзинського воєводства.
Населення — 20 осіб (2011).
У 1975-1998 роках село належало до Серадзького воєводства.

## Демографія
Демографічна структура станом на 31 березня 2011 року:
|          | Загалом | Допрацездатний вік | Працездатний вік | Постпрацездатний вік |
| -------- | ------- | ------------------ | ---------------- | -------------------- |
| Чоловіки | 12      | 3                  | 8                | 1                    |
| Жінки    | 8       | 2                  | 5                | 1                    |
| Разом    | 20      | 5                  | 13               | 2                    |